# 大積村
大積村（おおづみむら）は、かつて新潟県三島郡にあった村。

## 沿革
- 1889年（明治22年）4月1日 - 町村制施行に伴い三島郡大村、水梨新田、三町田村、善間村、三島谷村、灰下村、千本平村、田代村が合併し、大積村が発足。
- 1956年（昭和31年）9月30日 - 三島郡宮本村と合併し、二和村となり消滅。

## 学校
- 大積村立大積中学校
- 大積村立大積小学校
  - 千本分校
  - 三島谷分校